# Sergej Rusinov
Sergej Valentinovič Rusinov (in russo Сергей Валентинович Русинов?; Novosibirsk, 14 gennaio 1971) è un ex biatleta russo.

## Biografia
In Coppa del Mondo ottenne il primo risultato di rilievo il 13 marzo 1997 a Novosibirsk (30°), il primo podio il 16 gennaio 2002 a Ruhpolding (3°) e l'unica vittoria il 16 gennaio 2003 nella medesima località.
In carriera prese parte a un'edizione dei Giochi olimpici invernali, Salt Lake City 2002 (37° nella sprint, 31° nell'inseguimento).

## Palmarès

### Coppa del Mondo
- Miglior piazzamento in classifica generale: 31º nel 2002
- 2 podi (entrambi a squadre[1]):
  - 1 vittoria
  - 1 terzo posto

#### Coppa del Mondo - vittorie
| Data            | Località   | Nazione  | Spec.                                                          |
| --------------- | ---------- | -------- | -------------------------------------------------------------- |
| 16 gennaio 2003 | Ruhpolding | Germania | MX (con Anna Bogalij-Titovec, Ol'ga Zajceva e Sergej Baškirov) |

Legenda:

MX = staffetta mista